# Tatiani Katrantzi
Tatiani Katrantzi (ur. 26 maja 1974 w Atenach) – niemiecka aktorka.
Urodziła się w greckiej rodzinie, jednak wychowywała się w Niemczech. Zadebiutowała w niemieckiej operze mydlanej Między nami (Unter Uns) rolą Jennifer Turner. Później wystąpiła m.in. w filmach Suck My Dick (2001) i Motown (2003). W tym ostatnim wystąpiła u boku męża, aktora i piosenkarza Olivera Petszokata, z którym pobrała się w 1999 roku.